# Tales Along This Road
Tales Along This Road is het derde album van de Finse folkmetalband Korpiklaani. Het album is uitgebracht op 21 april 2006.

## Tracklist
| Nr. | Titel                                            | Duur |
| --- | ------------------------------------------------ | ---- |
| 1.  | Happy Little Boozer                              | 3:35 |
| 2.  | Väkirauta                                        | 3:44 |
| 3.  | Midsummer Night                                  | 3:27 |
| 4.  | Tuli kokko                                       | 5:25 |
| 5.  | Spring Dance                                     | 3:05 |
| 6.  | Under the Sun                                    | 4:12 |
| 7.  | Korpiklaani                                      | 4:39 |
| 8.  | Rise                                             | 5:20 |
| 9.  | Kirki                                            | 4:23 |
| 10. | Hide Your Riches                                 | 4:39 |
| 11. | Free Like an Eagle (Limited edition bonus track) | 3:26 |